# رأس توصيل

شكل 1: أسفل : رأس التوصيل (أخضر) تشبك بين قضيب الكباس وذراع التوصيل.

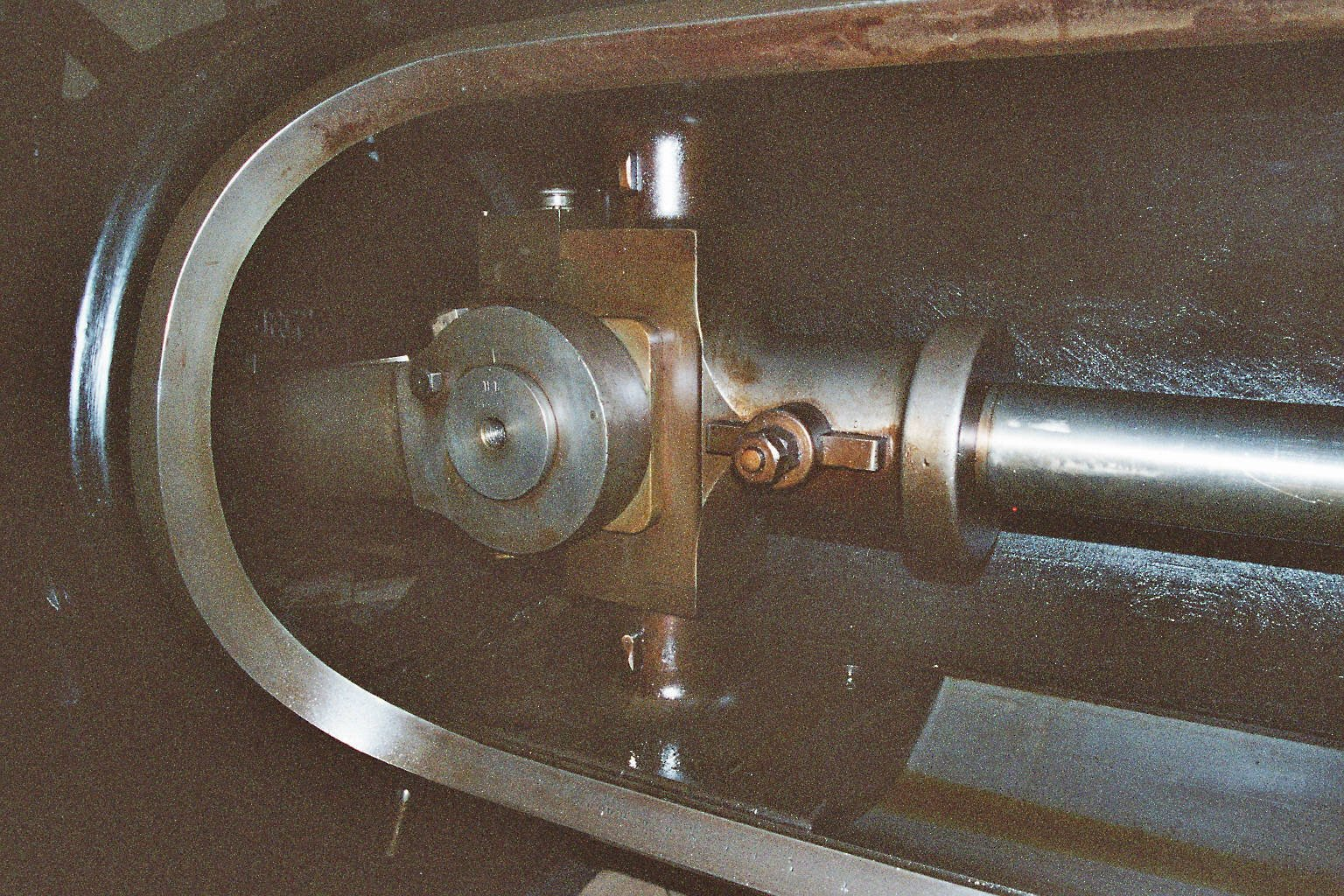
رأس التوصيل في آلة بخارية

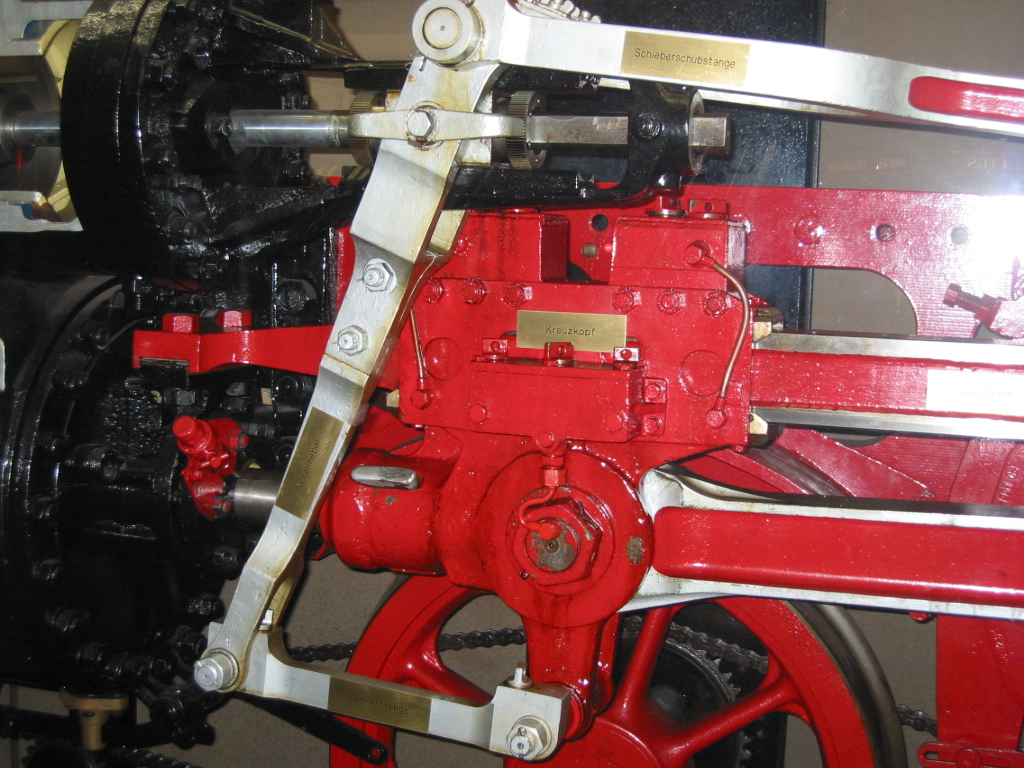
رأس التوصيل في قطار يعمل بآلة بخارية.

الطربوش أو رأس توصيل (بالإنجليزية: Crosshead) رأس التوصيل هي عنصر لنقل الحركة في الآلات التي تعمل بمكبس، وهي توصل حركة قضيب الكباس المستقيمة إلى ذراع التوصيل (البييل).
يكون قضيب الكباس مثبتا في قاعدة الكباس من ناحية ومن الناحية الأخرى برأس التوصيل. ويعمل ذراع التوصيل على تدوير عمود المرفق. ويشكل رأس التوصيل (وكرسيه) الوصلة بين قضيب الكباس الذي يتحرك خطيا وذراع التوصيل الذي يقود حركة دائرية. الشكل 1 يوضح عمل رأس التوصيل.
تسمح التشكيلة «قضيب الكباس - رأس التوصيل - وذراع التوصيل» بأن يكون قضيب الكباس قصيرا رغم كبر سعة المحرك. تقاس سعة المحرك بالسنتيمتر المكعب cc أو باللتر.
ملخوظة: معظم السيارات يستغني عن قضيب الكباس ويوصل قاعدة الكباس مباشرة بذراع التوصيل؛ الذي يقوم بدوره بإدارة العمود المرفقي.

## اقرأ أيضا
- محور (عنصر آلات)
- قضيب الكباس
- مكبس
- ذراع توصيل
- بنز الكباس